# Parzyce (województwo dolnośląskie)
Parzyce – wieś w Polsce położona w województwie dolnośląskim, w powiecie bolesławieckim, w gminie Nowogrodziec. Przepływa przez nią rzeka Kwisa

## Położenie
Parzyce to wieś łańcuchowa o długości około 3,5 km leżąca na Pogórzu Izerskim, na północnym krańcu Niecki Lwóweckiej, na wysokości około 190–200 m n.p.m.

## Podział administracyjny
W latach 1975–1998 miejscowość położona była w województwie jeleniogórskim.

## Nazwa
Nazwa wsi pochodzenia słowiańskiego, od słowa paric – palić, wypalać lub słowa parì – pniak, karcz. Nazwa związana z samą genezą osady, która musiała powstać, czy też powstawać w momencie prowadzenia akcji wypalania znajdującej się w tej okolicy puszczy. W 1292 roku wspomniana jako Paricz, w 1406 roku wymienia się Porizsch. Gwarowa nazwa wsi Poarts, Pörts. W 1945 roku funkcjonowała forma Parycz, a dopiero później Parzyce. 

## Historia
Prehistoryczną metrykę miejscowego osadnictwa wspiera odkryta we wsi ceramika okresu kultury łużyckiej, co sugerowałoby zlokalizowanie w tym miejscu osady. Pośrednio potwierdza to odnalezienie cmentarzyska ciałopalnego z epoki brązu - okresu halsztackiego, a w nim naczynia gliniane i ozdoby z brązu. Pastor Flössel w swojej kronice zebrzydowskiej pisze, że wieś musiała powstać około roku 800, czego nie da się w żaden sposób zweryfikować źródłowo. Pierwszy raz wieś wymieniono w dokumencie lokacyjnym miasta Nowogrodźca z 1233 roku, w którym wśród okolicznych wsi widnieje - villam Paritz czyli wieś Parzyce. W “Liber Fundationis Episcopatus Wratislaviensis” z 1305 roku czytamy: “Item Paritz IIII marcas circa Nuenburkg”. Górne Parzyce należały niegdyś do panów von Druschwitz, zaś dolna do panów von der Landskron. W II połowie wieku XIII górnym majątkiem kierował Gerhard de Druskwicz i jego żona Elżbieta z Parzyc. Nadali oni liczne darowizn klasztorowi św. Marii Magdaleny w Nowogrodźcu. W roku 1283 część wsi została sprzedana klasztorowi, a dodatkowo darowano Magdalenkom 3 łany ziemi. To nadanie zostało potwierdzone przez księcia lwóweckiego Bernarda, który tytułował fundatora jako rycerza z Druskwicz. W 1289 roku Druskwiczowie nadali w celu odprawiania modlitw za swoje dusze czynsz i zboże. Nie był to koniec ich darowizn. 20 kwietnia 1292 roku książę głogowski Henryk zatwierdził w Ścinawie nadanie, jakie uczyniła Elżbieta z Parzyc, która ofiarowała magdalenkom jako roczny dochód 2 funty bez 1 szylinga oraz 1 miarę owsa. Miała to być fundacja modlitewna dla zbawienia duszy zmarłego męża Gerharda. W roku 1406 Mikołaj von Landskron i Mikołaj von Breiß dorf sprzedali resztę wsi, która od tego czasu cała należała do klasztoru w Nowogrodźcu. Dopiero po sekularyzacji dóbr klasztornych w roku 1810 przestała być własnością kościelną. W 1676 roku na terenie wsi kwaterowało wojsko udające się na wojnę z Turcją.
Proboszcz nowogrodziecki Micke pisze o wydarzeniach z czasów wojny 30-letniej, kiedy w gospodarstwie zagrodnika Jana Sommera kwaterowało wojsko. W roku 1713 otwarto we wsi pierwszą kuźnię.
W 1813 roku cała wieś zachorowała na tyfus, w 20 gospodarstwach zmarli wszyscy domownicy.
Wspomniał o Parzycach Fryderyk Florian Skarbek. Jadąc do Francji na studia w paryskim Collége de France tak opisywał fragment podróży przez okolice Nowogrodźca i Bolesławca:
Za Bunzlau zaczyna się w pierwszej wsi znaczna kopalnia kamienia do budowli i marglu do różnych glinianych robót używanego. Odtąd są domy i płoty z kamienia budowane. W Baritz, o dwie mile za Bunzlau, jest znaczny blich przędziwa lnianego i płótna, któremu wielkie koło do licznych studzienek pod dostatkiem wody z rzeki Queis dostarcza. W tej okolicy zaczyna się właściwy dawny kraj saski. Niedaleko z tej strony miasta Gö rlitz kraj jest więcej zgórzysty, zwłaszcza w pobliskości tego miasta i za nim, gdzie droga ciągle jest nierówna, to jest z góry na dół i pod górę, aż do samego Drezna. Tutaj także zaczynają się kopalnie kamienia ciosowego, naprzód kruchego piaskowca za Bunzlau, a dalej twardsze opoki - ciemne, rudawe i granitowe.
Założoną w 1740 roku szkołę katolicką postawiono w roku 1840. Uroczystości odbyły się w kościele parafialnym w Nowogrodźcu. Pierwszym nauczycielem został niejaki Borrmann, po nim kapelmistrz i kompozytor Ignacy Schnabel, a następnie jego brat Filip, który pracował tu 8 lat. W 1805 roku nauczycielem był Franciszek Gössner. W roku 1843 zmarł najstarszy mieszkaniec, mający 103 lata chałupnik Heintze. W Parzycach przed wojną funkcjonował tartak, a także fabryka oleju i młyn do mielenia kości, czesalnia lnu i konopi zwana Wilhelm Moser Leinengarnbleiche u. Flachsaufber.